# Pasar Pulau Tello
Pasar Pulau Tello is een bestuurslaag in het regentschap Nias Selatan van de provincie Noord-Sumatra, Indonesië. Pasar Pulau Tello telt 1629 inwoners (volkstelling 2010).